# Hexatoma nigra
Hexatoma nigra ist eine Mücke aus der Familie der Stelzmücken (Limoniidae).

## Merkmale
Die Mücke erreicht eine Körperlänge von 11 bis 12 Millimetern und hat einen schwärzlich gefärbten Körper. Die Fühler sind bei den Männchen sechsgliedrig, bei den Weibchen zehngliedrig. Unterhalb der Fühlerbasen sind markante Stirntuberkel erkennbar. 

## Lebensweise und Verbreitung
Die Tiere kommen in Westeuropa vor, und besiedeln Wasserläufe in Bergwäldern. Die Imagines fliegen nur ungern. 

## Belege